# Unicodeblock Modi
Der Unicodeblock (U+11600 bis U+1165F) enthält die Zeichen der Modi-Schrift.

## Liste
| Unicodenummer   | Zeichen (400 %) | Kategorie                               | Bidirektionale Klasse       | Offizielle Bezeichnung     | Beschreibung                     |
| --------------- | --------------- | --------------------------------------- | --------------------------- | -------------------------- | -------------------------------- |
| U+11600 (71168) | 𑘀               | anderer Buchstabe, Silbe oder Ideogramm | links nach rechts           | MODI LETTER A              | Modi-Buchstabe A                 |
| U+11601 (71169) | 𑘁               | anderer Buchstabe, Silbe oder Ideogramm | links nach rechts           | MODI LETTER AA             | Modi-Buchstabe Aa                |
| U+11602 (71170) | 𑘂               | anderer Buchstabe, Silbe oder Ideogramm | links nach rechts           | MODI LETTER I              | Modi-Buchstabe I                 |
| U+11603 (71171) | 𑘃               | anderer Buchstabe, Silbe oder Ideogramm | links nach rechts           | MODI LETTER II             | Modi-Buchstabe Ii                |
| U+11604 (71172) | 𑘄               | anderer Buchstabe, Silbe oder Ideogramm | links nach rechts           | MODI LETTER U              | Modi-Buchstabe U                 |
| U+11605 (71173) | 𑘅               | anderer Buchstabe, Silbe oder Ideogramm | links nach rechts           | MODI LETTER UU             | Modi-Buchstabe Uu                |
| U+11606 (71174) | 𑘆               | anderer Buchstabe, Silbe oder Ideogramm | links nach rechts           | MODI LETTER VOCALIC R      | Modi-Buchstabe Vokalisches R     |
| U+11607 (71175) | 𑘇               | anderer Buchstabe, Silbe oder Ideogramm | links nach rechts           | MODI LETTER VOCALIC RR     | Modi-Buchstabe Vokalisches Rr    |
| U+11608 (71176) | 𑘈               | anderer Buchstabe, Silbe oder Ideogramm | links nach rechts           | MODI LETTER VOCALIC L      | Modi-Buchstabe Vokalisches L     |
| U+11609 (71177) | 𑘉               | anderer Buchstabe, Silbe oder Ideogramm | links nach rechts           | MODI LETTER VOCALIC LL     | Modi-Buchstabe Vokalisches Ll    |
| U+1160A (71178) | 𑘊               | anderer Buchstabe, Silbe oder Ideogramm | links nach rechts           | MODI LETTER E              | Modi-Buchstabe E                 |
| U+1160B (71179) | 𑘋               | anderer Buchstabe, Silbe oder Ideogramm | links nach rechts           | MODI LETTER AI             | Modi-Buchstabe Ai                |
| U+1160C (71180) | 𑘌               | anderer Buchstabe, Silbe oder Ideogramm | links nach rechts           | MODI LETTER O              | Modi-Buchstabe O                 |
| U+1160D (71181) | 𑘍               | anderer Buchstabe, Silbe oder Ideogramm | links nach rechts           | MODI LETTER AU             | Modi-Buchstabe Au                |
| U+1160E (71182) | 𑘎               | anderer Buchstabe, Silbe oder Ideogramm | links nach rechts           | MODI LETTER KA             | Modi-Buchstabe Ka                |
| U+1160F (71183) | 𑘏               | anderer Buchstabe, Silbe oder Ideogramm | links nach rechts           | MODI LETTER KHA            | Modi-Buchstabe Kha               |
| U+11610 (71184) | 𑘐               | anderer Buchstabe, Silbe oder Ideogramm | links nach rechts           | MODI LETTER GA             | Modi-Buchstabe Ga                |
| U+11611 (71185) | 𑘑               | anderer Buchstabe, Silbe oder Ideogramm | links nach rechts           | MODI LETTER GHA            | Modi-Buchstabe Gha               |
| U+11612 (71186) | 𑘒               | anderer Buchstabe, Silbe oder Ideogramm | links nach rechts           | MODI LETTER NGA            | Modi-Buchstabe Nga               |
| U+11613 (71187) | 𑘓               | anderer Buchstabe, Silbe oder Ideogramm | links nach rechts           | MODI LETTER CA             | Modi-Buchstabe Ca                |
| U+11614 (71188) | 𑘔               | anderer Buchstabe, Silbe oder Ideogramm | links nach rechts           | MODI LETTER CHA            | Modi-Buchstabe Cha               |
| U+11615 (71189) | 𑘕               | anderer Buchstabe, Silbe oder Ideogramm | links nach rechts           | MODI LETTER JA             | Modi-Buchstabe Ja                |
| U+11616 (71190) | 𑘖               | anderer Buchstabe, Silbe oder Ideogramm | links nach rechts           | MODI LETTER JHA            | Modi-Buchstabe Jha               |
| U+11617 (71191) | 𑘗               | anderer Buchstabe, Silbe oder Ideogramm | links nach rechts           | MODI LETTER NYA            | Modi-Buchstabe Nya               |
| U+11618 (71192) | 𑘘               | anderer Buchstabe, Silbe oder Ideogramm | links nach rechts           | MODI LETTER TTA            | Modi-Buchstabe Tta               |
| U+11619 (71193) | 𑘙               | anderer Buchstabe, Silbe oder Ideogramm | links nach rechts           | MODI LETTER TTHA           | Modi-Buchstabe Ttha              |
| U+1161A (71194) | 𑘚               | anderer Buchstabe, Silbe oder Ideogramm | links nach rechts           | MODI LETTER DDA            | Modi-Buchstabe Dda               |
| U+1161B (71195) | 𑘛               | anderer Buchstabe, Silbe oder Ideogramm | links nach rechts           | MODI LETTER DDHA           | Modi-Buchstabe Ddha              |
| U+1161C (71196) | 𑘜               | anderer Buchstabe, Silbe oder Ideogramm | links nach rechts           | MODI LETTER NNA            | Modi-Buchstabe Nna               |
| U+1161D (71197) | 𑘝               | anderer Buchstabe, Silbe oder Ideogramm | links nach rechts           | MODI LETTER TA             | Modi-Buchstabe Ta                |
| U+1161E (71198) | 𑘞               | anderer Buchstabe, Silbe oder Ideogramm | links nach rechts           | MODI LETTER THA            | Modi-Buchstabe Tha               |
| U+1161F (71199) | 𑘟               | anderer Buchstabe, Silbe oder Ideogramm | links nach rechts           | MODI LETTER DA             | Modi-Buchstabe Da                |
| U+11620 (71200) | 𑘠               | anderer Buchstabe, Silbe oder Ideogramm | links nach rechts           | MODI LETTER DHA            | Modi-Buchstabe Dha               |
| U+11621 (71201) | 𑘡               | anderer Buchstabe, Silbe oder Ideogramm | links nach rechts           | MODI LETTER NA             | Modi-Buchstabe Na                |
| U+11622 (71202) | 𑘢               | anderer Buchstabe, Silbe oder Ideogramm | links nach rechts           | MODI LETTER PA             | Modi-Buchstabe Pa                |
| U+11623 (71203) | 𑘣               | anderer Buchstabe, Silbe oder Ideogramm | links nach rechts           | MODI LETTER PHA            | Modi-Buchstabe Pha               |
| U+11624 (71204) | 𑘤               | anderer Buchstabe, Silbe oder Ideogramm | links nach rechts           | MODI LETTER BA             | Modi-Buchstabe Ba                |
| U+11625 (71205) | 𑘥               | anderer Buchstabe, Silbe oder Ideogramm | links nach rechts           | MODI LETTER BHA            | Modi-Buchstabe Bha               |
| U+11626 (71206) | 𑘦               | anderer Buchstabe, Silbe oder Ideogramm | links nach rechts           | MODI LETTER MA             | Modi-Buchstabe Ma                |
| U+11627 (71207) | 𑘧               | anderer Buchstabe, Silbe oder Ideogramm | links nach rechts           | MODI LETTER YA             | Modi-Buchstabe Ya                |
| U+11628 (71208) | 𑘨               | anderer Buchstabe, Silbe oder Ideogramm | links nach rechts           | MODI LETTER RA             | Modi-Buchstabe Ra                |
| U+11629 (71209) | 𑘩               | anderer Buchstabe, Silbe oder Ideogramm | links nach rechts           | MODI LETTER LA             | Modi-Buchstabe La                |
| U+1162A (71210) | 𑘪               | anderer Buchstabe, Silbe oder Ideogramm | links nach rechts           | MODI LETTER VA             | Modi-Buchstabe Va                |
| U+1162B (71211) | 𑘫               | anderer Buchstabe, Silbe oder Ideogramm | links nach rechts           | MODI LETTER SHA            | Modi-Buchstabe Sha               |
| U+1162C (71212) | 𑘬               | anderer Buchstabe, Silbe oder Ideogramm | links nach rechts           | MODI LETTER SSA            | Modi-Buchstabe Ssa               |
| U+1162D (71213) | 𑘭               | anderer Buchstabe, Silbe oder Ideogramm | links nach rechts           | MODI LETTER SA             | Modi-Buchstabe Sa                |
| U+1162E (71214) | 𑘮               | anderer Buchstabe, Silbe oder Ideogramm | links nach rechts           | MODI LETTER HA             | Modi-Buchstabe Ha                |
| U+1162F (71215) | 𑘯               | anderer Buchstabe, Silbe oder Ideogramm | links nach rechts           | MODI LETTER LLA            | Modi-Buchstabe Lla               |
| U+11630 (71216) | 𑘰                | Markierung mit Extrabreite              | links nach rechts           | MODI VOWEL SIGN AA         | Modi-Vokalzeichen Aa             |
| U+11631 (71217) | 𑘱                | Markierung mit Extrabreite              | links nach rechts           | MODI VOWEL SIGN I          | Modi-Vokalzeichen I              |
| U+11632 (71218) | 𑘲                | Markierung mit Extrabreite              | links nach rechts           | MODI VOWEL SIGN II         | Modi-Vokalzeichen Ii             |
| U+11633 (71219) | 𑘳                | Markierung ohne Extrabreite             | Markierung ohne Extrabreite | MODI VOWEL SIGN U          | Modi-Vokalzeichen U              |
| U+11634 (71220) | 𑘴                | Markierung ohne Extrabreite             | Markierung ohne Extrabreite | MODI VOWEL SIGN UU         | Modi-Vokalzeichen Uu             |
| U+11635 (71221) | 𑘵                | Markierung ohne Extrabreite             | Markierung ohne Extrabreite | MODI VOWEL SIGN VOCALIC R  | Modi-Vokalzeichen Vokalisches R  |
| U+11636 (71222) | 𑘶                | Markierung ohne Extrabreite             | Markierung ohne Extrabreite | MODI VOWEL SIGN VOCALIC RR | Modi-Vokalzeichen Vokalisches Rr |
| U+11637 (71223) | 𑘷                | Markierung ohne Extrabreite             | Markierung ohne Extrabreite | MODI VOWEL SIGN VOCALIC L  | Modi-Vokalzeichen Vokalisches L  |
| U+11638 (71224) | 𑘸                | Markierung ohne Extrabreite             | Markierung ohne Extrabreite | MODI VOWEL SIGN VOCALIC LL | Modi-Vokalzeichen Vokalisches Ll |
| U+11639 (71225) | 𑘹                | Markierung ohne Extrabreite             | Markierung ohne Extrabreite | MODI VOWEL SIGN E          | Modi-Vokalzeichen E              |
| U+1163A (71226) | 𑘺                | Markierung ohne Extrabreite             | Markierung ohne Extrabreite | MODI VOWEL SIGN AI         | Modi-Vokalzeichen Ai             |
| U+1163B (71227) | 𑘻                | Markierung mit Extrabreite              | links nach rechts           | MODI VOWEL SIGN O          | Modi-Vokalzeichen O              |
| U+1163C (71228) | 𑘼                | Markierung mit Extrabreite              | links nach rechts           | MODI VOWEL SIGN AU         | Modi-Vokalzeichen Au             |
| U+1163D (71229) | 𑘽                | Markierung ohne Extrabreite             | Markierung ohne Extrabreite | MODI SIGN ANUSVARA         | Modi-Zeichen Anusvara            |
| U+1163E (71230) | 𑘾                | Markierung mit Extrabreite              | links nach rechts           | MODI SIGN VISARGA          | Modi-Zeichen Visarga             |
| U+1163F (71231) | 𑘿                | Markierung ohne Extrabreite             | Markierung ohne Extrabreite | MODI SIGN VIRAMA           | Modi-Zeichen Virama              |
| U+11640 (71232) | 𑙀                | Markierung ohne Extrabreite             | Markierung ohne Extrabreite | MODI SIGN ARDHACANDRA      | Modi-Zeichen Ardhacandra         |
| U+11641 (71233) | 𑙁               | andere Interpunktion                    | links nach rechts           | MODI DANDA                 | Modi-Danda                       |
| U+11642 (71234) | 𑙂               | andere Interpunktion                    | links nach rechts           | MODI DOUBLE DANDA          | Modi-Doppeldanda                 |
| U+11643 (71235) | 𑙃               | andere Interpunktion                    | links nach rechts           | MODI ABBREVIATION SIGN     | Modi-Abkürzungszeichen           |
| U+11644 (71236) | 𑙄               | anderer Buchstabe, Silbe oder Ideogramm | links nach rechts           | MODI SIGN HUVA             | Modi-Zeichen Huva                |
| U+11650 (71248) | 𑙐               | Dezimalziffer                           | links nach rechts           | MODI DIGIT ZERO            | Modi-Ziffer Null                 |
| U+11651 (71249) | 𑙑               | Dezimalziffer                           | links nach rechts           | MODI DIGIT ONE             | Modi-Ziffer Eins                 |
| U+11652 (71250) | 𑙒               | Dezimalziffer                           | links nach rechts           | MODI DIGIT TWO             | Modi-Ziffer Zwei                 |
| U+11653 (71251) | 𑙓               | Dezimalziffer                           | links nach rechts           | MODI DIGIT THREE           | Modi-Ziffer Drei                 |
| U+11654 (71252) | 𑙔               | Dezimalziffer                           | links nach rechts           | MODI DIGIT FOUR            | Modi-Ziffer Vier                 |
| U+11655 (71253) | 𑙕               | Dezimalziffer                           | links nach rechts           | MODI DIGIT FIVE            | Modi-Ziffer Fünf                 |
| U+11656 (71254) | 𑙖               | Dezimalziffer                           | links nach rechts           | MODI DIGIT SIX             | Modi-Ziffer Sechs                |
| U+11657 (71255) | 𑙗               | Dezimalziffer                           | links nach rechts           | MODI DIGIT SEVEN           | Modi-Ziffer Sieben               |
| U+11658 (71256) | 𑙘               | Dezimalziffer                           | links nach rechts           | MODI DIGIT EIGHT           | Modi-Ziffer Acht                 |
| U+11659 (71257) | 𑙙               | Dezimalziffer                           | links nach rechts           | MODI DIGIT NINE            | Modi-Ziffer Neun                 |